# Wolf Dohrn
Wolf Dohrn (* 5. April 1878 in Neapel; † 4. Februar 1914 in Chamonix-Mont-Blanc) war ein deutscher Kultur- und Bildungsförderer. 

## Leben

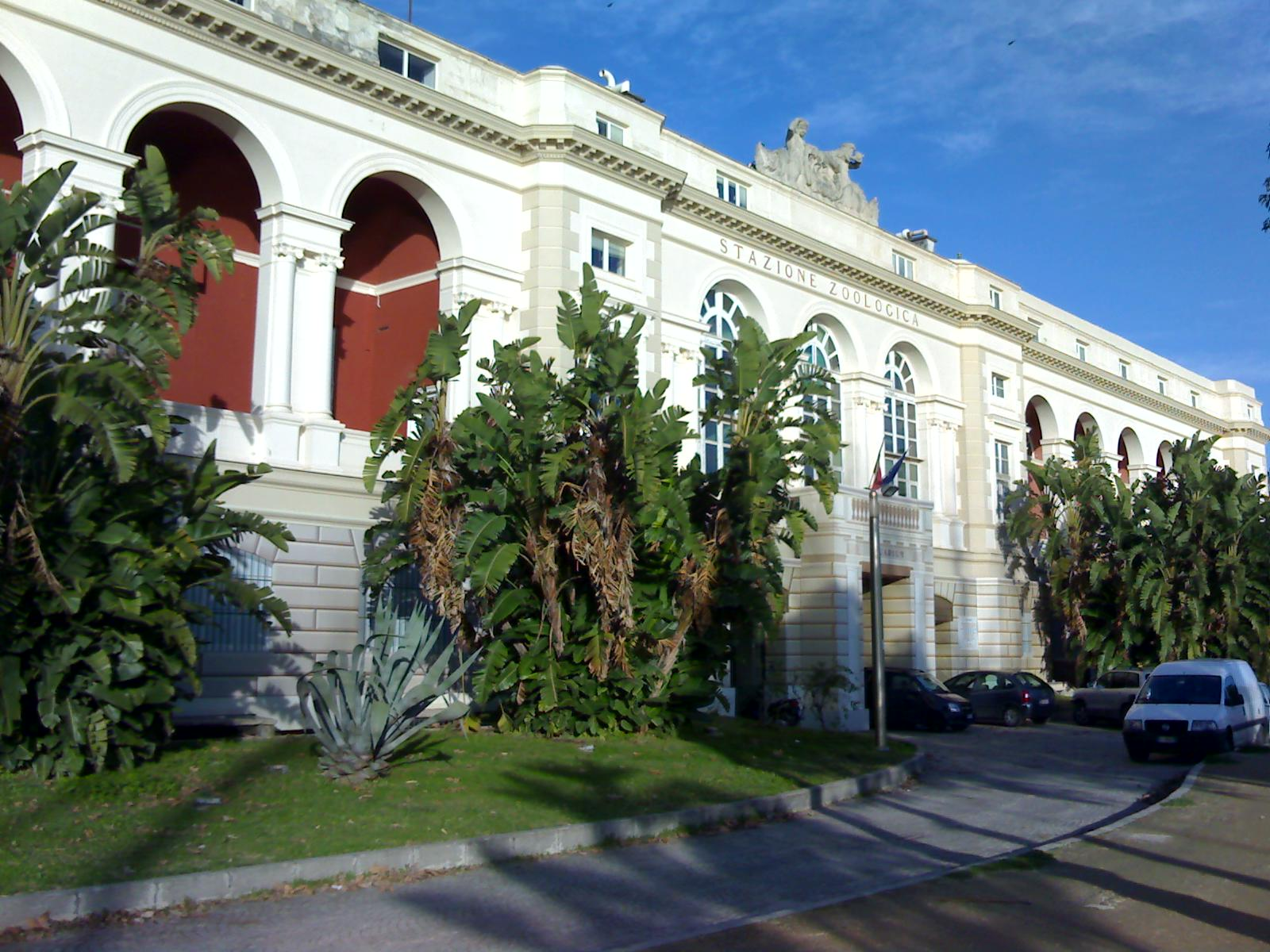
Das Gebäude der Zoologischen Station Neapel im heutigen Zustand

Wolf Dohrn wuchs nach seiner Geburt in Neapel mehrsprachig auf (seine Mutter war Polin, sein Vater der deutsche Meeresbiologe Felix Anton Dohrn). Im Alter von  elf Jahren schickten ihn seine Eltern nach Deutschland zum Schulbesuch, den er im Juli 1897 am Königlichen Wilhelmsgymnasium München mit der Reifeprüfung beendete. 
Anschließend studierte er Germanistik, Philosophie, Psychologie, Ästhetik und Staatswissenschaften in Berlin, Leipzig und München. Während der sieben Semester an der Universität Leipzig besuchte Dohrn vorrangig die Veranstaltungen in germanischer Philologie bei den Professoren Albert Köster, Eduard Sievers und Wilhelm Wundt. 1902 wechselte er den Studienort und studierte in München zunächst Psychologie und Ästhetik bei Theodor Lipps, später Nationalökonomie bei Lujo Brentano. In dessen Seminaren begegnete er auch dem späteren ersten Bundespräsidenten, Theodor Heuss, und war auch mit ihm befreundet. Während dieser Zeit begegnete er erstmals dem Sozialreformer Friedrich Naumann (1860–1919), mit dem er nach dem Abschluss seines Studiums eng zusammenwirkte, zunächst als Verantwortlicher für Politik und Volkswirtschaft bei der nationalsozialen Wochenschrift für Politik, Literatur und Kunst „Freistatt“, die Thomas Mann, Frank Wedekind, Otto Julius Bierbaum, Richard Dehmel und Max Halbe zu ihren Autoren zählte. Seine eher linksliberale Gesinnung und sein zunehmendes Interesse an den Formen ästhetischer Kommunikation führten dazu, dass er im November 1904 von seinem Posten zurücktrat. Dieses Interesse verarbeitete er in seiner 1906 verteidigten Dissertation „Die künstlerische Darstellung als Problem der Ästhetik. Untersuchungen zur Methode und Begriffsbildung der Ästhetik mit einer Anwendung auf Goethes Werther“, um sich mit seinem glänzenden Rednertalent und seinem organisatorischen Geschick ganz in den Dienst der von Naumann vertretenen Auffassungen zu stellen und dem er 1907 den parlamentarischen Wahlsieg in Heilbronn sicherte.
1907 übernahm er bei Karl Schmidt in den Deutschen Werkstätten für Handwerkskunst die Aufgaben eines Generalsekretärs. Im gleichen Jahr gehörte er zu den Mitbegründern des in München ins Leben gerufenen Deutschen Werkbundes, dessen erster Sekretär er von 1908 bis 1910 war.
Die politisch vor allem von Friedrich Naumann vertretene Gartenstadtbewegung zu Beginn des 20. Jahrhunderts fand in Wolf Dohrn einen glühenden Verfechter, der sich an der Seite von Karl Schmidt als Unternehmer und Richard Riemerschmid als Architekt, als der herausragende Organisator des Vorhabens erweisen sollte bei dem Ziel, neben dem wirtschaftlichen Erfolg gleichzeitig einen Wohn-, Lebens- und Arbeitsraum für die Familien der Arbeiter und Angestellten der Deutschen Werkstätten für Handwerkskunst sowie für interessierte Geschäftsleute und Kunsthandwerker zu schaffen. Es sollte, so sein weiter erklärtes Ziel, eine Gartenstadt entstehen, in der sich die Bereiche Kunst, Handel und Ethik sowohl ästhetisch als auch praktisch miteinander verbanden. Der Grundstein zu den Hellerauer Werkstätten und zur Gartenstadt Hellerau vor den Toren Dresdens wurde am 22. April 1909 gelegt, und bereits im folgenden Jahr wurde der Betrieb in den neuen Fabrikräumen aufgenommen. 
Begeistert von den Methoden des Genfer Komponisten und Begründers einer neuen Richtung der Musikerziehung („Rhythmische Erziehung“) Émile Jaques-Dalcroze, den Wolf Dohrn in Dresden kennenlernte, sah er in der Errichtung einer "musikalisch-rhythmischen Bildungsanstalt" die Lösung für die Verbindung von Kunst und Erziehung als Elemente des "Gartenstadtgedankens". Mit weitreichenden Zusagen konnte er den Rhythmiker Jaques-Dalcroze für das Vorhaben gewinnen und bereits im Mai 1910 veranlasste er die konstituierende Sitzung des Gründungskomitees. Unter Leitung des Dresdner Bürgermeisters Paul Hermann Kretschmar wählte die Versammlung einen Unterausschuss, der die Institutionalisierung weiter verfolgen sollte, wobei als dessen Vorsitzender der Generaldirektor des Hoftheaters Nikolaus Graf von Seebach gewählt wurde. Der Initiator Wolf Dohrn wiederum wurde als Gründungsdirektor eingesetzt. 

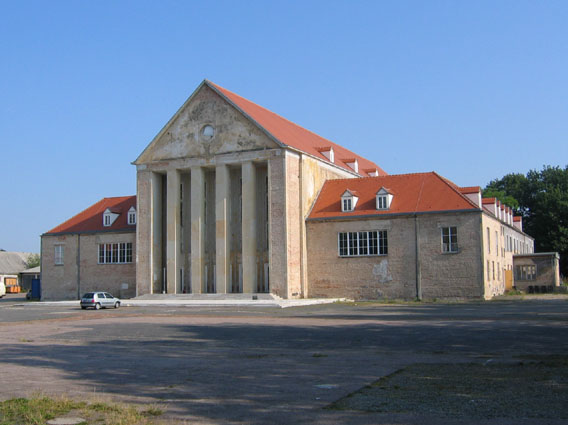
Hellerau, Festspielhaus (2003)

Für die Aktivitäten, die der Wiedergewinnung des Rhythmus in der Erziehung, in der Bildung der Persönlichkeit, in der Kunst und im Leben dienen sollten, schwebte ihm schließlich ein zentraler Bau als äußeres Symbol der Gartenstadt vor, dies war auch seinen Zusagen an Jaques-Dalcroze geschuldet. Da Richard Riemerschmidt eine völlig andere Richtung der Planung der Gartenstadt verfolgte und für dieses Vorhaben nicht zur Verfügung stand, musste Dohrn auch in dieser Richtung neu planen. Anfang Oktober 1910 konnte er den Architekten Heinrich Tessenow für die Realisierung der geplanten Bildungsanstalt nach den strikten Vorgaben von Jaques-Dalcroze gewinnen, und im November 1911 wurden die Unterrichtsräume des noch im Bau befindlichen Gebäudes eingeweiht. Die „Bildungsanstalt Jaques-Dalcroze“ (heute: Festspielhaus Hellerau) schrieb bis 1914 Musik- und Theatergeschichte. 
Wolf Dohrns plötzlicher Tod nach einem Skiunfall und der Erste Weltkrieg haben die völlige Ausformung seines Lebenswerkes verhindert. Es wurde von seinem Bruder Harald Dohrn, der auch seine Witwe heiratete, im besten Sinn, solange dies für die Familie wirtschaftlich tragbar war, fortgesetzt.